# Eduard Žemla
Eduard Žemla (18. srpna 1944 Praha, Protektorát Čechy a Morava – 13. května 1983 Praha) byl československý divadelní, televizní, filmový a rozhlasový herec. Postupně působil na divadlech v Plzni, na Kladně a v Hradci Králové. Ve filmu a televizi během své krátké kariéry ztvárnil jen menší počet rolí, byl znám také jako moderátor televizních soutěží. V rozhlase se podílel na dramatizacích významných literárních děl, kreslené vtipy mu otiskovaly noviny Mladá fronta a Svoboda.

## Život a kariéra
Pocházel z Prahy, původně chtěl být profesionálním fotbalistou, poté hrál ochotnické divadlo ve Vršovicích, ale nejprve se vyučil v Chiraně Záběhlice soustružníkem. U přijímacích zkoušek na DAMU uspěl až na druhý pokus. Divadelní studia dokončil v roce 1966 a do prvního angažmá nastoupil do Divadla Josefa Kajetána Tyla v Plzni. Během povinné vojenské služby působil v Armádním uměleckém souboru.

### Divadlo Jaroslava Průchy
Skoro deset let (1969–1978) byl členem Divadla Jaroslava Průchy v Kladně, kde vytvořil celou řadu rolí. V první polovině 70. let to byly např. role indiánského náčelníka ve hře Lesní panna aneb Cesta do Ameriky od Josefa Kajetána Tyla, role Sebastiana ve veselohře Večer tříkrálový od Williama Shakespeara nebo role intrikána ve hře Stíny od Saltykov-Ščedrina. Dále mimo jiné hrál ve francouzské konverzačce M. E. Sauvajona Čao nebo Lavreněvově hře Přelom.

### Filmové a televizní role
Vůbec poprvé dostal roli ve filmu již v roce 1964 v necelých dvaceti letech. Film Malá kupovitá oblačnost režiséra Antonína Moskalyka (který byl také autorem scénáře) však jako „ideově nevhodný“ zůstal nedokončen a v archívu České televize se dochovalo jen torzo. Hlavní roli vytvořil Jiří Klem, dále zde hráli např. Dana Syslová, Jan Schánilec nebo Jan Libíček. Poté z hlediska filmu a televize následovala několikaletá pauza.
Znovu a již častěji začal menší televizní a filmové roli dostávat na začátku 70. let, v televize působit také jako moderátor, zejména ve své době populárním soutěžním pořadu Stalo se, nestalo. V roce 1971 hrál např. roli Ondřeje Urbana v rozsáhlém dvoudílném televizním filmu Lidé na křižovatce podle dvou na sebe navazujících románů Marie Pujmanové, společně s několika kolegy z kladenského divadla, blíže neurčenou roli v klasickém díle bratří Mrštíků Maryša nebo také roli kadeta v televizní adaptaci dalšího klasického díla Cyrano z Bergeracu, kterou Miroslav Brabec hodnotil jako „velký dramatický čin Československé televize“.
V roce 1972 si zahrál roli stevarda v jednom dílu seriálu Pan Tau (epizoda Pan Tau v cirkusu). Ve stejném roce ztvárnil nevelkou postavu novináře v kriminálce Smrt si vybírá, kde hlavní role měli Václav Postránecký (řidič poštovního vozu, který na vlastní pěst hledá vraha jeho kamaráda, také řidiče pošty) a Jana Šulcová (zpěvačka Klára Hirschová). Film podle námětu Jaroslava Kořána režíroval Václav Vorlíček.
Mnohem větší hereckou příležitost (jednu z hlavních rolí zdravotníka a vedoucího tábora Mirka) získal ve filmu pro mládež Údolí krásných žab, který podle námětu a scénáře Stanislava Rudolfa režíroval Jiří Hanibal (podílel se též na scénáři). Příběh vyšel pod stejným názvem také jako kniha v roce 1974 v nakladatelství Olympia, další vydání v 90. letech v nakladatelství Erika.
V roce 1973 byl podle scénáře Jiřího Hubače v režii Antonína Dvořáka natočen také dvojdílný TV film Obhájce (97 + 80 minut), ve kterém hlavní role ztvárnili Zdeněk Řehoř (obhájce), Josef Mixa (Nicolo Sacco) a Eduard Žemla (Bartolomeo Vanzetti). Předlohou inscenace byla kniha amerického spisovatele Howarda Fasta „Utrpení Sacca a Vanzettiho“, napsaná podle skutečného amerického soudního případu (česky vyšla v roce 1955 ve Státním nakladatelství krásné literatury).
Ve stejném roce si zahrál rovněž postavu poručíka Vlčka, spolupracovníka kapitána Exnera (toho hraje Petr Kostka) v televizní inscenaci Bláznova smrt podle stejnojmenného románu Václava Erbena. „Hlavu“ početné rodiny Krempů, ve které došlo k vraždě, hrál Jaroslav Marvan (jedna z jeho posledních rolí), režie Zdeněk Kubeček.

### Závěr kariéry a úmrtí
V druhé polovině 70. let příležitosti v televizi dostával méně a většinou šlo jen o epizodní role, např. ve zdařilém životopisném příběhu Poslední koncert z roku 1979. Ke konci 70. let po téměř desetiletém působení na Kladně změnil angažmá. Opět šlo o mimopražské divadlo: od roku 1978 byl členem hereckého souboru Divadla Vítězného února v Hradci Králové (od roku 1990 se jmenuje Klicperovo divadlo). Poslední malou filmovou roli dostal v komedii Cesta do vrabčího hnízda z roku 1982.
Kromě toho často spolupracoval s rozhlasem, zejména se podílel na rozhlasových dramatizacích významných literárních děl (např. románové prvotiny Ivana Olbrachta Žalář nejtemnější z roku 1974, Až delfín promluví Roberta Merleho z roku 1975 nebo Strakonický dudák Josefa Kajetána Tyla z roku 1980) a nahrával mluvené slovo na gramofonové desky. Ve volných chvílích kreslil: některé kreslené vtipy mu otiskovaly noviny Mladá fronta a Svoboda.
Eduard Žemla zemřel v důsledku kombinace několika zdravotních komplikací 13. května 1983 ve věku 38 let.

## Výběrová filmografie

### Filmy
- 1964 Malá kupovitá oblačnost: film Antonína Moskalyka zůstal nedokončen a dochovalo se jen torzo.[3]
- 1970 Král Hamlet (TV film): je uváděn rok 1970 (ČSFD) nebo rok 1971 (FDb).[19][20]
- 1971 Lidé na křižovatce (TV film): podle dvou románů Marie Pujmanové, Lidé na křižovatce a Hra s ohněm.[5]
- 1971 Maryša (TV inscenace): podle stejnojmenné klasické divadelní hry Aloise a Viléma Mrštíka.[6]
- 1971 Kaviár nebo čočka (TV film): komedie podle divadelní hry italských autorů Giulia Scarnicciho (1913–1973) a Renza Tarabusiho (1906–1968).[21]
- 1971 Cyrano z Bergeracu (TV film): podle divadelní hry francouzského dramatika a básníka Edmonda Rostanda.
- 1972 Jak to bylo v Únoru (TV inscenace): době poplatné dílo o tzv. Vítězném únoru, kladně jsou však hodnoceny výkony většiny herců a také práce maskérů.[22]
- 1972 Pan Tau (TV seriál): epizoda Pan Tau v cirkusu.
- 1972 Smrt si vybírá: krimi podle námětu Jaroslava Kořána, režie Václav Vorlíček.[8]
- 1973 Údolí krásných žab: film pro mládež podle předlohy Stanislava Rudolfa, v roce 1974 vydáno jako román.[9][10]
- 1973 Obhájce: podle scénáře Jiřího Hubače, inspirováno skutečným případem a knihou Howarda Fasta „Utrpení Sacca a Vanzettiho“.[11][12]
- 1973 Bláznova smrt (TV film): podle stejnojmenného románu Václava Erbena s hlavní postavou kapitána Exnera, role jeho spolupracovníka poručíka Vlčka.[13]
- 1975 Čert na zemi: podle literární předlohy Josefa Kajetána Tyla.[23]
- 1978 Dnes ještě zapadá slunce nad Atlantidou (TV film): podle divadelní hry Vítězslava Nezvala.[24]
- 1979 Poslední koncert (TV film): životopisný film o českém houslistovi Josefu Slavíkovi.[25]
- 1980 Anna proletářka (TV film): dvojdílná dramatizace podle stejnojmenného románu Ivana Olbrachta.[26]
- 1982 Cesta do vrabčího hnízda (TV film): poslední malá filmová role.[27]

### TV pořady
- Počkej, já povím...
- Léto ve verších
- Stalo se, nestalo: moderátor soutěžního pořadu.[28]